# Jan Włodarkiewicz
Jan Henryk Włodarkiewicz przybrane nazwiska Linowski, Trąmpczyński ps. Darwicz, Damian, Jan Darwicz, dr Jan, Jan, Odważny (ur. 28 maja 1900 w Warszawie, zm. 19 marca 1942 we Lwowie) – podpułkownik kawalerii Wojska Polskiego, pierwszy komendant „Wachlarza”.

## Życiorys
Uczeń i absolwent Gimnazjum im. Stanisława Staszica w Warszawie, działacz tajnych kółek młodzieżowych, Drużyny Skautowej im. Zawiszy Czarnego. W czasie I wojny światowej należał do Polskiej Organizacji Wojskowej. W listopadzie 1918 wstąpił do Wojska Polskiego. Służył w 3 pułku ułanów. Odkomenderowany następnie do Szkoły Podchorążych Piechoty w Warszawie, w czasie najazdu bolszewickiego służył (od 1 lipca do 4 listopada 1920 r.) w 1. wołyńskim pułku ułanów Ochotniczej Brygady Jazdy słynnego zagończyka mjr. Feliksa Jaworskiego (późniejszym 19. Pułku Ułanów Wołyńskich im. gen. Edmunda Różyckiego) a później w Adiutanturze Generalnej Ministra Spraw Wojskowych. 6 sierpnia 1921 r. został mianowany na stopień podporucznika. Służył w 27 pułku ułanów w Nieświeżu na stanowiskach dowódcy plutonu, dowódcy szwadronu i adiutanta pułku. Porucznik ze starszeństwem z dniem 1 marca 1922. W marcu 1930 został przydzielony do Brygady Kawalerii „Baranowicze” w Baranowiczach na stanowisko oficera sztabu. W marcu 1932 wrócił do macierzystego pułku w Nieświeżu, a już 3 kwietnia został przydzielony na trzymiesięczny I kurs dowódców kompanii (szwadronów) karabinów maszynowych w Centrum Wyszkolenia Piechoty w Rembertowie. 12 marca 1933 został awansowany na rotmistrza ze starszeństwem z dniem 1 stycznia 1933 i 15. lokatą w korpusie oficerów kawalerii. W sierpniu 1935 został przeniesiony do Centrum Wyszkolenia Kawalerii w Grudziądzu na stanowisko instruktora na kursie dowódców szwadronów. W 1935 rozpoczął służbę w Oddziale II Sztabu Głównego. W obszarze jego zainteresowań znajdowała się dywersja pozafrontowa, czyli prowadzona na tyłach nieprzyjaciela – zajmował się między innymi zagadnieniami dywersji na liniach kolejowych. Prezydent RP mianował go na stopień majora ze starszeństwem z 19 marca 1939 i 27. lokatą w korpusie oficerów kawalerii. W tym samym miesiącu pełnił służbę w Centrum Wyszkolenia Kawalerii na stanowisku kierownika wyszkolenia strzeleckiego Kursów Doskonalenia Oficerów i Podoficerów Zawodowych.
W czasie kampanii wrześniowej 1939 otrzymał zadanie tworzenia rezerwowych oddziałów kawalerii. Przydzielony był do Ośrodka Zapasowego Kawalerii w Garwolinie. Sformował we Włodawie 15 września improwizowany szwadron kawalerii. Walczył w szeregach Armii „Lublin”, w 41 Rezerwowej Dywizji Piechoty, gdzie dowodził sformowanym z rozbitków kawaleryjskim oddziałem rozpoznawczym. 15 października w okolicy Mrozów k. Warszawy rozwiązał oddział, nakazując jednak podkomendnym zatrzymać broń i zgłaszać się w Warszawie pod wyznaczonymi adresami.
W listopadzie 1939 założył, wspólnie z Witoldem Pileckim, organizację konspiracyjną o nazwie Tajna Armia Polska w której był komendantem pod ps. Darwicz, Jan i Odważny. Wchodził również w skład komitetów redakcyjnych pisma „Znak” i „Biuletynu Żołnierskiego”. Była ona jedną z organizacji, które w 1940 utworzyły Konfederację Narodu. Jak pisał Marek Gałęzowski, „Tajna  Armia Polska  była  jedną z  tych  organizacji  konspiracyjnych,  które spełniały  kryteria  pozwalające zaliczyć  ją  do wojskowych.  Taki  profil zaznaczono  w  samej jej  nazwie,  w  przyjętych  hierarchicznych,  opartych na dyscyplinie  wojskowej,  formach organizacyjnych, apolitycznym  priorytecie działalności – walce o niepodległość oraz skoncentrowaniu bieżącej działalności na rozbudowie struktur i gromadzeniu broni, a nie agitacji politycznej”.
Włodarkiewicz stanął na czele pionu wojskowego Konfederacji Narodu – Konfederacji Zbrojnej, której częścią stała się TAP. Prawdopodobnie na przełomie lipca i sierpnia uczestniczył w naradzie z udziałem m.in. Komendanta Głównego ZWZ Stefana Roweckiego ps. Grot, na której zapadła decyzja o zatwierdzeniu akcji „Wachlarz”. Włodarkiewicz, współtwórca koncepcji „Wachlarza”, został mianowany jego komendantem. We wrześniu 1941 podporządkował się, wraz z większością członków Konfederacji Zbrojnej, Związkowi Walki Zbrojnej. Od jesieni 1941 poświęcił się pracy przy organizacji „Wachlarza”, do którego wciągnął część współpracowników z TAP (potem KZ). Miał już wówczas stopień podpułkownika. W marcu 1942 wyjechał do Lwowa na inspekcję I Odcinka. Być może miał do wykonania także misję polityczną, zaplanowane było bowiem jego spotkanie z ukrywającymi się we Lwowie działaczami politycznymi.
Zmarł nagle we Lwowie, prawdopodobnie 18 (ewentualnie 19) marca. Przyczyna i szczegółowe okoliczności jego śmierci nie zostały wyjaśnione. Był jednym z założycieli Frontu Odrodzenia Polski.

## Ordery i odznaczenia
- Srebrny Krzyż Zasługi[12]